# Olympische Winterspiele 1992/Teilnehmer (Norwegen)
| Gelbes Symbol für Goldmedaillen mit stilisierten Olympischen Ringen | Graues Symbol für Silbermedaillen mit stilisierten Olympischen Ringen | Braundes Symbol für Bronzemedaillen mit stilisierten Olympischen Ringen |
| ------------------------------------------------------------------- | --------------------------------------------------------------------- | ----------------------------------------------------------------------- |
| 9                                                                   | 6                                                                     | 5                                                                       |

Norwegen nahm an den Olympischen Winterspielen 1992 im französischen Albertville mit einer Delegation von 80 Athleten in elf Disziplinen teil, davon 61 Männer und 19 Frauen. Mit neun Gold-, sechs Silber- und fünf Bronzemedaillen platzierte sich Norwegen auf Rang drei im Medaillenspiegel. Die Skilangläufer Bjørn Dæhlie und Vegard Ulvang waren mit jeweils drei Goldmedaillen und einer Silbermedaille die zweiterfolgreichsten Athleten dieser Winterspiele.
Fahnenträger bei der Eröffnungsfeier war der Biathlet Eirik Kvalfoss.

## Teilnehmer nach Sportarten

### Biathlon
Männer
- Geir Einang
10 km Sprint: 66. Platz (29:45,0 min)
20 km Einzel: 36. Platz (1:02:04,8 h)
4 × 7,5 km Staffel: 5. Platz (1:26:32,4 h)

- Gisle Fenne
20 km Einzel: 9. Platz (58:32,9 min)
4 × 7,5 km Staffel: 5. Platz (1:26:32,4 h)

- Sylfest Glimsdal
10 km Sprint: 24. Platz (27:38,9 min)

- Eirik Kvalfoss
10 km Sprint: 47. Platz (28:38,2 min)
20 km Einzel: 27. Platz (1:00:52,4 h)
4 × 7,5 km Staffel: 5. Platz (1:26:32,4 h)

- Frode Løberg
20 km Einzel: 8. Platz (58:32,4 min)
4 × 7,5 km Staffel: 5. Platz (1:26:32,4 h)

- Jon Åge Tyldum
10 km Sprint: 34. Platz (28:01,4 min)

Frauen
- Anne Elvebakk
7,5 km Sprint: 32. Platz (27:34,2 min)

- Åse Idland
15 km Einzel: 27. Platz (57:05,0 min)

- Elin Kristiansen
7,5 km Sprint: 15. Platz (26:23,3 min)
15 km Einzel: 9. Platz (53:19,6 min)
3 × 7,5 km Staffel: 7. Platz (1:21:20,0 h)

- Grete Ingeborg Nykkelmo
7,5 km Sprint: 31. Platz (27:24,2 min)
15 km Einzel: 18. Platz (55:59,4 min)

- Signe Trosten
7,5 km Sprint: 19. Platz (26:43,3 min)
15 km Einzel: 10. Platz (53:24,5 min)
3 × 7,5 km Staffel: 7. Platz (1:21:20,0 h)

- Hildegunn Fossen
3 × 7,5 km Staffel: 7. Platz (1:21:20,0 h)

### Bob
Männer, Zweier
- Erik Gogstad, Atle Norstad (NOR-1)
27. Platz (4:08,48 min)

### Eishockey
| - Steve Allman - Jim Marthinsen - Rob Schistad - Petter Salsten - Jon-Magne Karlstad - Tommy Jakobsen - Morgan Andersen - Martin Friis - Jan-Roar Fagerli - Kim Søgaard - Marius Rath - Ole Eskild Dahlstrøm | - Geir Hoff - Eirik Paulsen - Tom Johansen - Petter Thoresen - Erik Kristiansen - Carl Gunnar Gundersen - Ørjan Løvdal - Jarle Friis - Arne Billkvam - Rune Gulliksen - Øystein Olsen |

- 9. Platz

### Eisschnelllauf
Männer
- Ådne Søndrål
1000 m: 29. Platz (1:17,56 min)
1500 m: Silber  (1:54,85 min)

- Steinar Johansen
1500 m: 29. Platz (2:00,79 min)
10.000 m: 8. Platz (14:36,09 min)

- Geir Karlstad
1500 m: 8. Platz (1:56,98 min)
5000 m: Gold  (6:59,97 min)
10.000 m: Bronze  (14:18,13 min)

- Johann Olav Koss
1500 m: Gold  (1:54,81 min)
5000 m: 7. Platz (7:11,32 min)
10.000 m: Silber  (14:14,58 min)

- Atle Vårvik
5000 m: 28. Platz (7:28,28 min)

Frauen
- Edel Therese Høiseth
500 m: 20. Platz (41,89 s)
1000 m: 13. Platz (1:23,85 min)
1500 m: 30. Platz (2:14,93 min)

- Anette Tønsberg
3000 m: 20. Platz (4:38,66 min)
5000 m: 21. Platz (8:09,68 min)

- Else Ragni Yttredal
1500 m: 21. Platz (1:24,54 min)
1000 m: 12. Platz (2:09,38 min)
3000 m: 16. Platz (4:36,98 min)
5000 m: 22. Platz (8:09,69 min)

### Freestyle-Skiing
Frauen
- Stine Lise Hattestad
Buckelpiste: Bronze  (23,04)

- Kari Traa
Buckelpiste: 14. Platz (in der Qualifikation ausgeschieden)

### Nordische Kombination
- Knut Tore Apeland
Einzel (Normalschanze / 15 km): 10. Platz (47:23,9 min)
Mannschaft (Normalschanze / 10 km): Silber  (1:25:02,9 h)

- Bård Jørgen Elden
Einzel (Normalschanze / 15 km): 21. Platz (49:17,5 min)

- Trond Einar Elden
Einzel (Normalschanze / 15 km): 9. Platz (47:11,9 min)
Mannschaft (Normalschanze / 10 km): Silber  (1:25:02,9 h)

- Fred Børre Lundberg
Einzel (Normalschanze / 15 km): 4. Platz (45:54,8 min)
Mannschaft (Normalschanze / 10 km): Silber  (1:25:02,9 h)

### Rodeln
Männer, Doppelsitzer
- Harald Rolfsen & Snorre Pedersen
16. Platz (1:34,978 min)

### Shorttrack
Männer
- Gisle Elvebakken
1000 m: 22. Platz (im Vorlauf ausgeschieden)

### Ski Alpin
Männer
- Kjetil André Aamodt
Abfahrt: 26. Platz (1:54,24 min)
Super-G: Gold  (1:13,04 min)
Riesenslalom: Bronze  (2:07,82 min)
Slalom: Rennen nicht beendet
Kombination: Slalomrennen nicht beendet

- Lasse Arnesen
Abfahrt: 8. Platz (1:51,63 min)
Kombination: 10. Platz (51,93)

- Ole Kristian Furuseth
Super-G: 4. Platz (1:13,87 min)
Riesenslalom: 5. Platz (2:08,16 min)
Slalom: Rennen nicht beendet
Kombination: 7. Platz (40,47)

- Finn Christian Jagge
Slalom: Gold  (1:44,39 min)

- Lasse Kjus
Riesenslalom: Rennen nicht beendet

- Didrik Marksten
Riesenslalom: Rennen nicht beendet
Slalom: Rennen nicht beendet

- Tom Stiansen
Abfahrt: 32. Platz (1:55,62 min)
Super-G: 8. Platz (1:14,51 min)
Kombination: Slalomrennen nicht beendet

- Jan Einar Thorsen
Abfahrt: 5. Platz (1:50,79 min)
Super-G: Bronze  (1:13,83 min)
Kombination: 11. Platz (52,75)

Frauen
- Anne Berge
Super-G: 21. Platz (1:25,65 min)
Riesenslalom: 21. Platz (2:19,51 min)
Slalom: 8. Platz (1:34,22 min)
Kombination: 5. Platz (35,28)

- Merete Fjeldavlie
Super-G: Rennen nicht beendet
Riesenslalom: 15. Platz (2:17,23 min)
Slalom: 22. Platz (1:38,67 min)
Kombination: im Slalomrennen disqualifiziert

- Astrid Lødemel
Abfahrt: 15. Platz (1:54,76 min)
Super-G: Rennen nicht beendet
Riesenslalom: Rennen nicht beendet
Kombination: 22. Platz (210,94)

### Skilanglauf
Männer
- Bjørn Dæhlie
10 km klassisch: 4. Platz (28:01,6 min)
15 km Verfolgung: Gold  (38:01,9 min)
30 km klassisch: Silber  (1:23:14,0 h)
50 km Freistil: Gold  (2:03:41,5 h)
4 × 10 km Staffel: Gold  (1:39:26,0 h)

- Erling Jevne
30 km klassisch: 5. Platz (1:24:07,7 h)

- Terje Langli
10 km klassisch: 20. Platz (29:51,0 min)
30 km klassisch: Bronze  (1:23:42,5 h)
50 km Freistil: 18. Platz (2:11:32,0 h)
4 × 10 km Staffel: Gold  (1:39:26,0 h)

- Kristen Skjeldal
10 km klassisch: 38. Platz (31:02,0 min)
50 km Freistil: 20. Platz (2:11:44,5 h)
4 × 10 km Staffel: Gold  (1:39:26,0 h)

- Vegard Ulvang
10 km klassisch: Gold  (27:36,0 min)
15 km Verfolgung: Silber  (38:55,3 min)
30 km klassisch: Gold  (1:22:27,8 h)
50 km Freistil: 9. Platz (2:08:21,5 h)
4 × 10 km Staffel: Gold  (1:39:26,0 h)

Frauen
- Trude Dybendahl
5 km klassisch: 21. Platz (15:10,8 min)
15 km klassisch: 8. Platz (44:31,5 min)
30 km Freistil: 9. Platz (1:27:29,8 h)
4 × 5 km Staffel: Silber  (59:56,4 min)

- Inger Lise Hegge
15 km klassisch: 21. Platz (46:03,9 min)
30 km Freistil: 14. Platz (1:29:31,6 h)

- Elin Nilsen
5 km klassisch: 10. Platz (14:50,8 min)
10 km Verfolgung: 5. Platz (26:36,9 min)
30 km Freistil: 4. Platz (1:26:25,1 h)
4 × 5 km Staffel: Silber  (59:56,4 min)

- Inger Helene Nybråten
5 km klassisch: 5. Platz (14:33,3 min)
10 km Verfolgung: 7. Platz (27:21,1 min)
15 km klassisch: 7. Platz (44:18,6 min)
30 km Freistil: 13. Platz (1:28:21,8 h)
4 × 5 km Staffel: Silber  (59:56,4 min)

- Solveig Pedersen
5 km klassisch: 8. Platz (14:42,1 min)
10 km Verfolgung: 15. Platz (28:26,6 min)
15 km klassisch: 20. Platz (45:51,3 min)
4 × 5 km Staffel: Silber  (59:56,4 min)

### Skispringen
- Øyvind Berg
Normalschanze: 35. Platz (186,0)
Großschanze: 34. Platz (140,6)

- Espen Bredesen
Normalschanze: 58. Platz (127,1)
Großschanze: 57. Platz (74,1)
Mannschaft: 7. Platz (538,0)

- Magne Johansen
Normalschanze: 49. Platz (174,3)
Großschanze: 18. Platz (166,3)
Mannschaft: 7. Platz (538,0)

- Rune Olijnyk
Mannschaft: 7. Platz (538,0)

- Lasse Ottesen
Normalschanze: 45. Platz (179,4)
Großschanze: 45. Platz (126,8)
Mannschaft: 7. Platz (538,0)